# Sándor Bihari

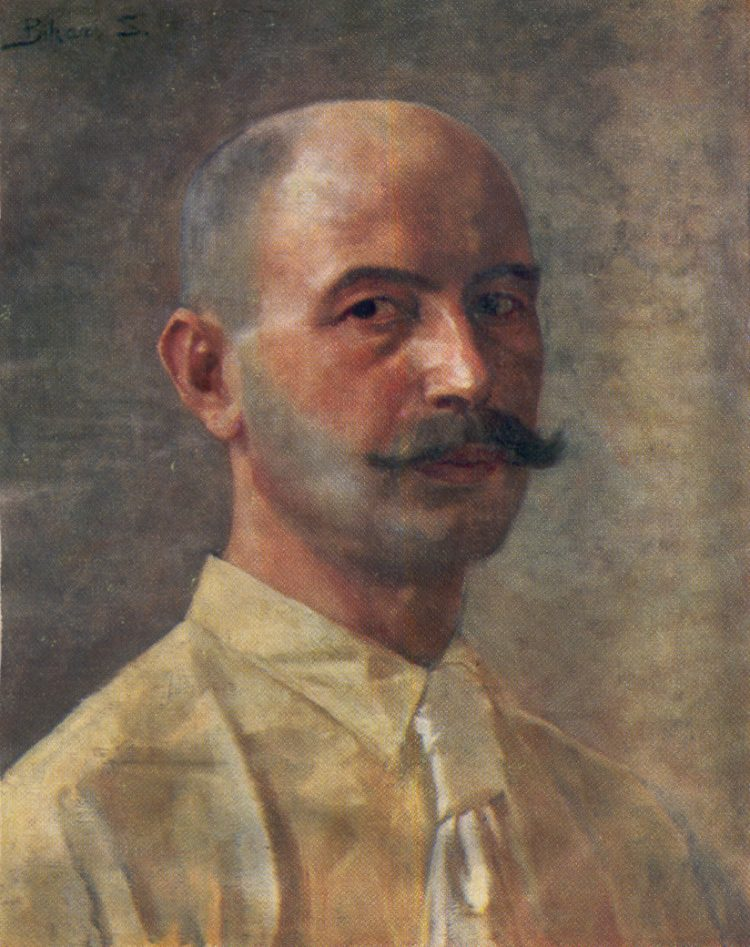
Sándor Bihari, Selbstporträt um 1890

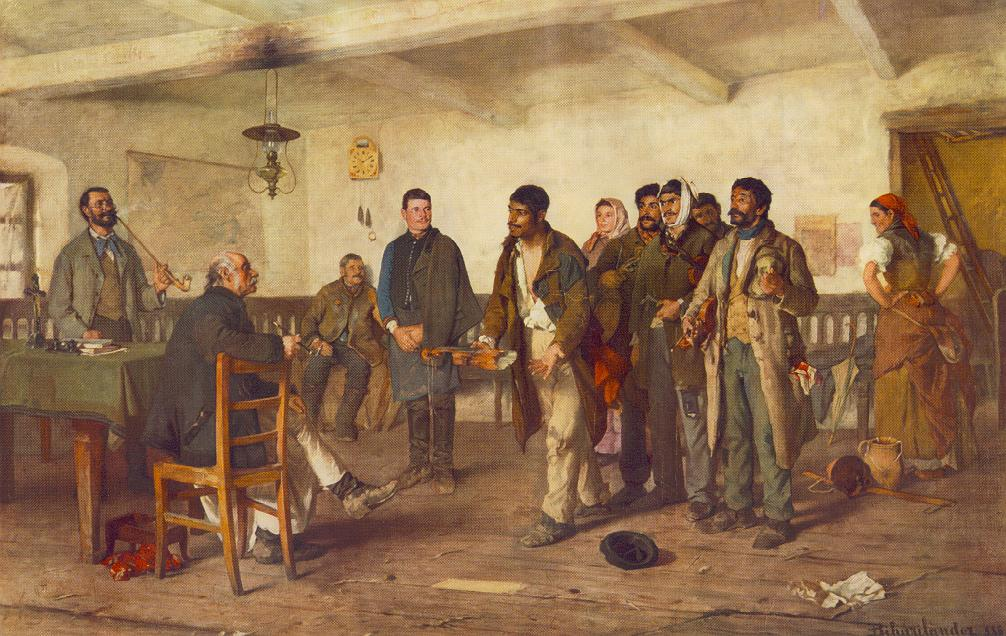
Vor dem Richter (1886)

Sándor Bihari (* 19. Mai 1855 in Rézbánya; † 28. März 1906 in Budapest) war ein ungarischer Genremaler.

## Leben
Sándor Bihari, einer jüdischen Familie entstammend, verbrachte seine Kindheit in Großwardein. Zunächst arbeitete er bei seinem Vater, einem armen Zimmermaler. 1874 ging er nach Budapest auf die Zeichenschule von Bertalan Székely. Nebenbei verdiente er sich seinen Unterhalt als Retuscheur. 1876 ging er mit seinen kümmerlichen Ersparnissen nach Wien. Dort wollte er sich an der Akademie der bildenden Künste einschreiben, musste sich doch zunächst wieder als Retuscheur verdingen, bis ihn Bertalan Székely finanziell unterstützte und somit den Akademiebesuch ermöglichte. In seine Heimat zurückgekehrt, arbeitete Bihari drei Jahre als Porträtmaler. Wieder fand er einen Gönner. Der Budapester Kunstkenner Hugo Tausig ermöglichte ihm 1883 das Studium der impressionistischen Freilichtmalerei an der Pariser Académie Julian bei Jean-Paul Laurens. Wiederum musste sich Bihari seinen Lebensunterhalt verdienen; kopierte im Louvre für Kunsthändler Bilder. Zurück in Ungarn, hielt er sich sommers in Szolnok auf. Längere Reisen führten ihn Anfang der 1890er Jahre nach Holland, Belgien, München und Italien, bis er 1893 erkrankte. Seine letzten Jahre verbrachte er zumeist in Budapest. 1902 gründete er in Szolnok eine Künstlerkolonie.

## Werke (Auswahl)
- 1885 Im Kreuzfeuer (ungar. Kereszttűzben)
- 1886 Vor dem Richter
- 1898 Zsigmond király és Ulászló találkozása Szent László sírjánál (Treffen von König Sigismund und König Ulászlo am Grab von St. László)

## Ehrung
- 1896 Franz-Joseph-Orden